# ردگاو
شهر ردگاو (به آلمانی: Rodgau) در ایالت هسن در کشور آلمان واقع شده‌است.

## نگارخانه

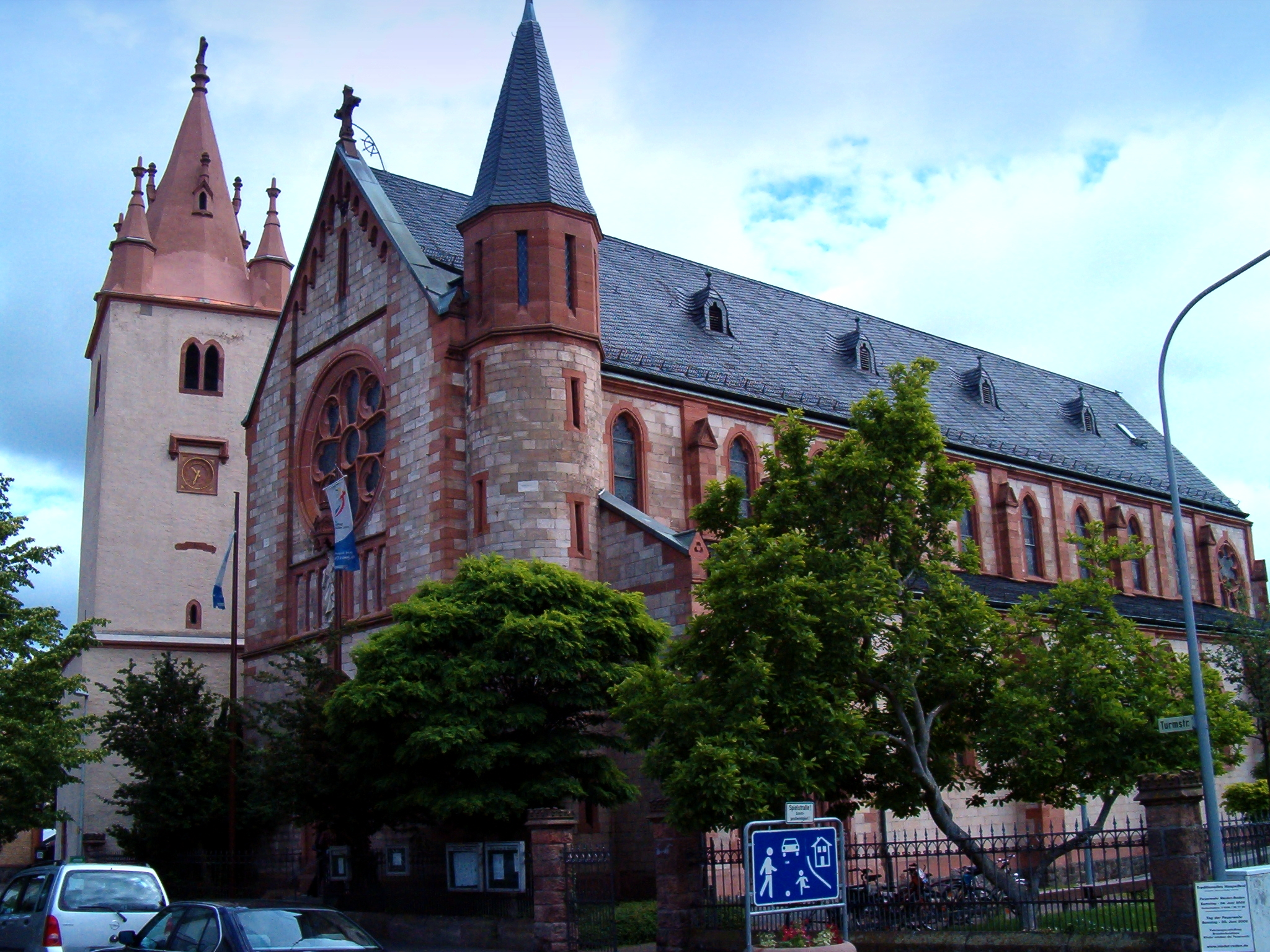
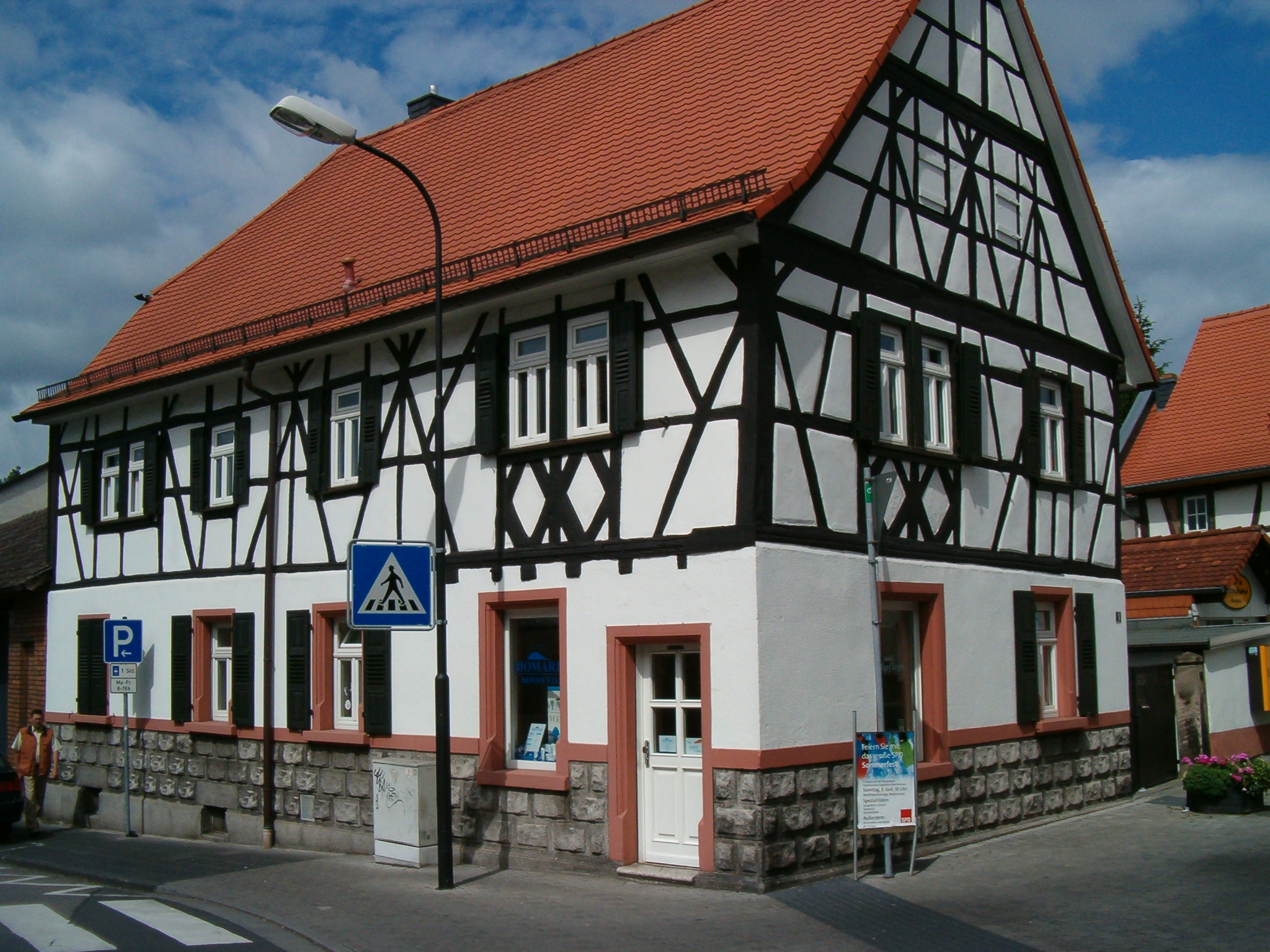
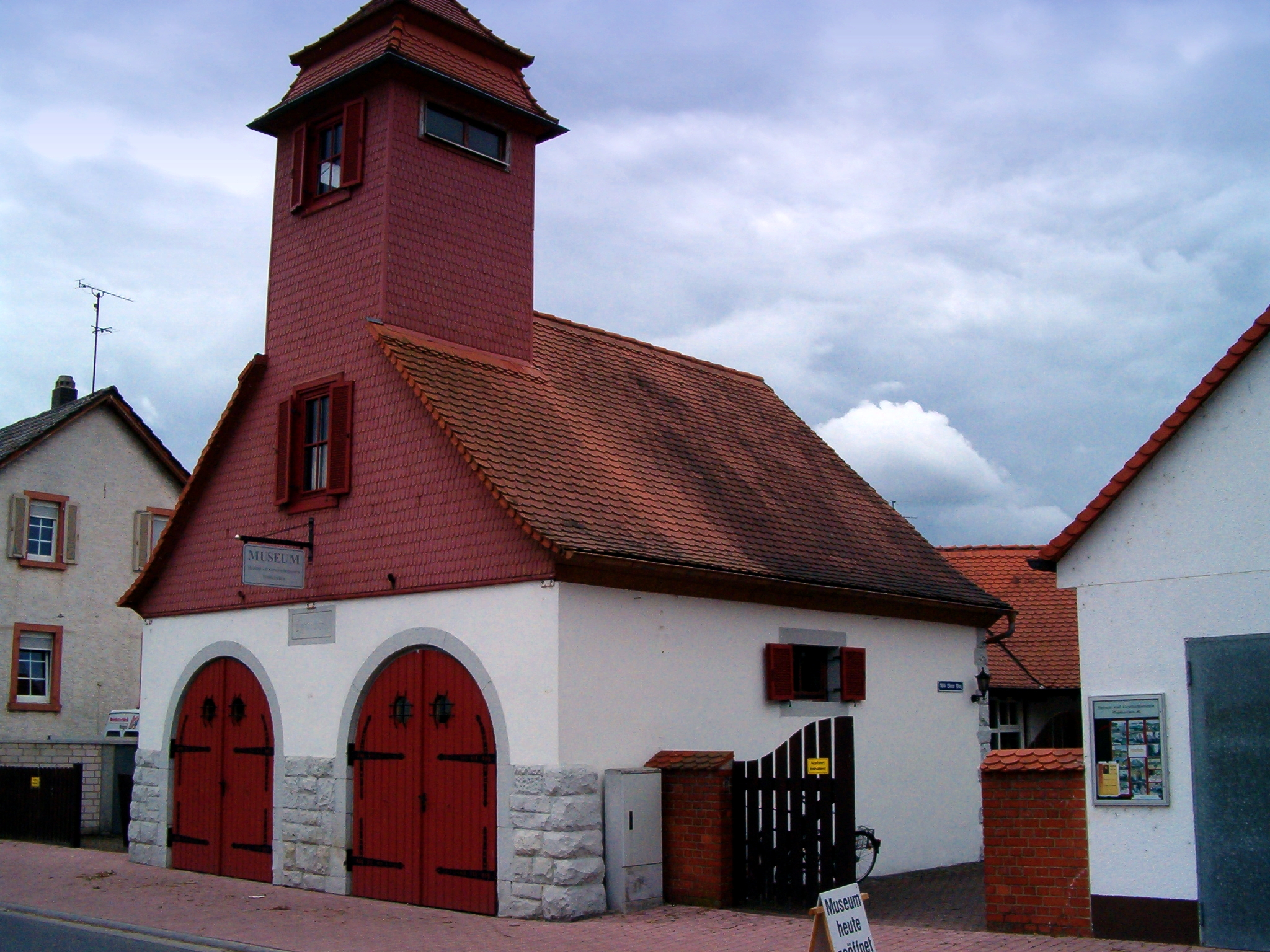
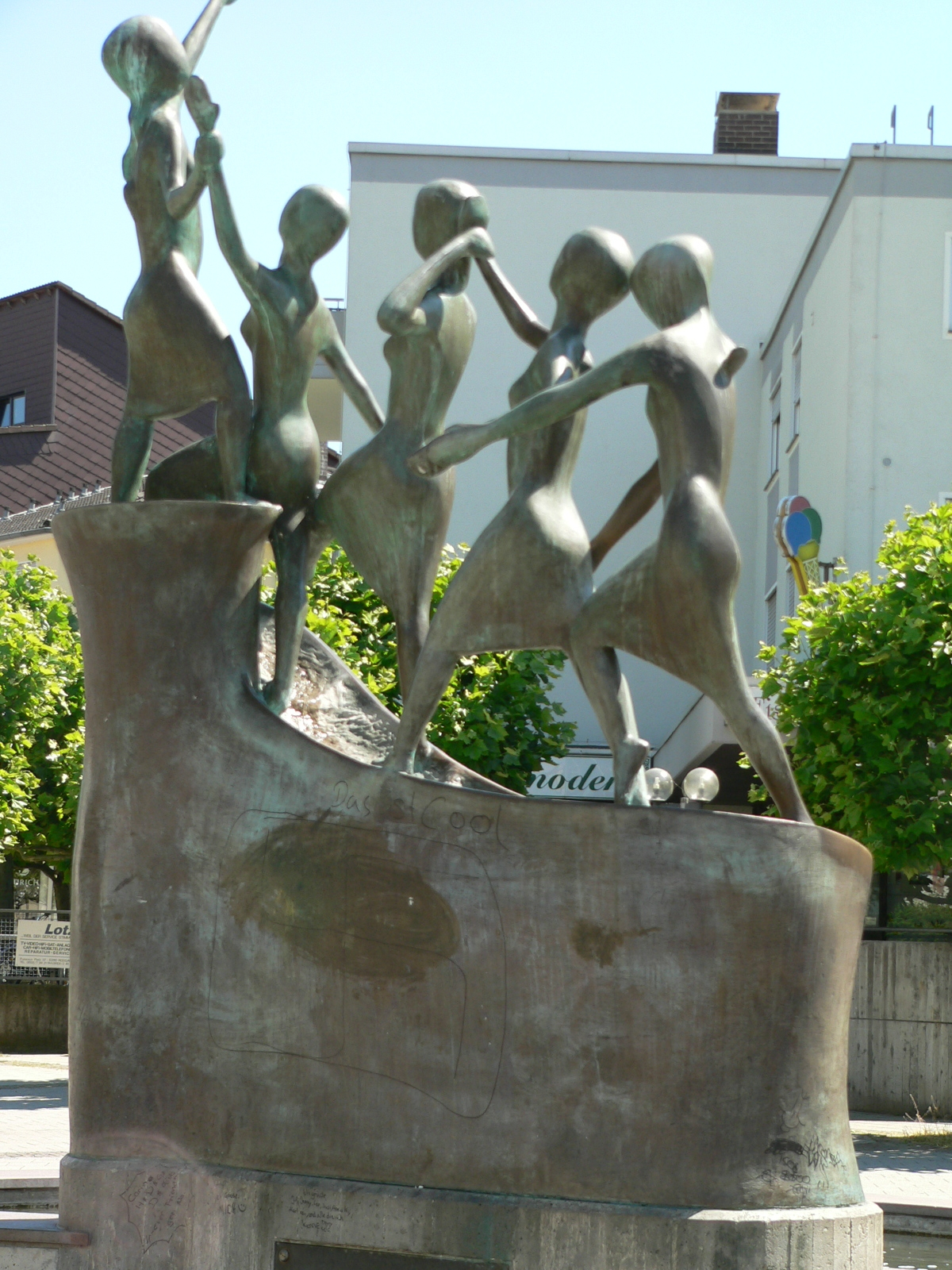